# Waldrand

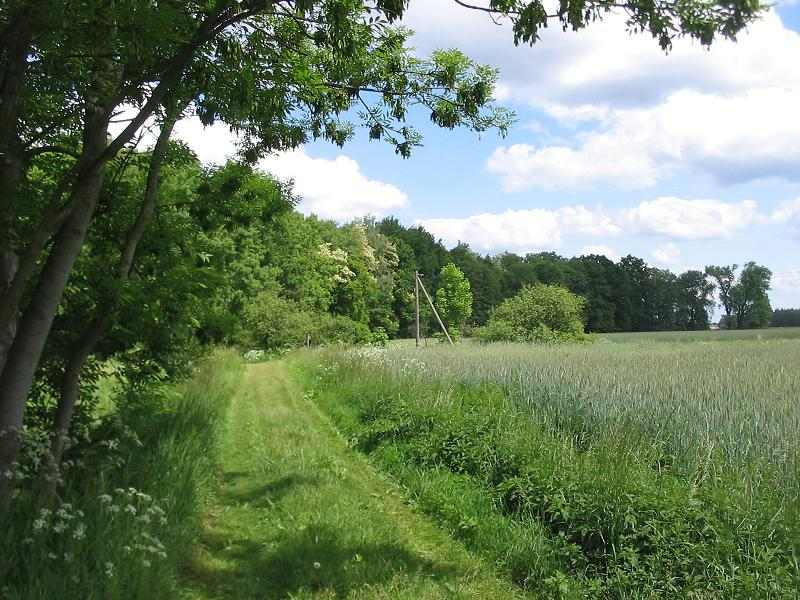
Waldrand in Brandenburg

Ein Waldrand ist die Übergangszone (Ökoton) vom geschlossenen Wald zu unbewaldeten Flächen.
Handelt es sich um einen natürlichen Waldrand aus klimatischen Gründen, spricht man von Waldgrenze.

## Der Waldrand in Landkarten
In Topografischen Karten (Landkarten) werden Waldflächen in der Regel durch einen zarten grünen Ton dargestellt. Die Waldränder werden – wie andere Inhalte – meist aus Luftbildern erfasst, bisweilen auch terrestrisch eingemessen. Sie stellen jedoch eine „Momentaufnahme“ dar, weil fast jeder Wald die Tendenz zur Ausdehnung hat oder Lichtungen langsam zuwachsen. Außerdem ist die Festlegung des Waldrandes schwierig, wenn er in Buschwald übergeht oder die Baumdichte nur langsam abnimmt. Die Auffassungsunterschiede betragen hier oft einige Zehnermeter. Auch bevorzugen manche Kartografen die Darstellung auch kleiner „Inselflächen“, während andere – je nach Maßstab der Karte – generalisierte, zusammenhängende Linien ziehen.
Für spezielle Untersuchungen werden häufig Luftfotos oder Satellitenbilder herangezogen, ohne dass die Landkarten diesbezüglich überarbeitet werden. Katasterpläne können nicht den „aktuellen Stand“ zeigen, da sie aus Kostengründen nur in längeren Zeitabständen fortgeführt werden und Kulturgrenzen keine rechtliche Verbindlichkeit besitzen.

## Waldrand und Biologie

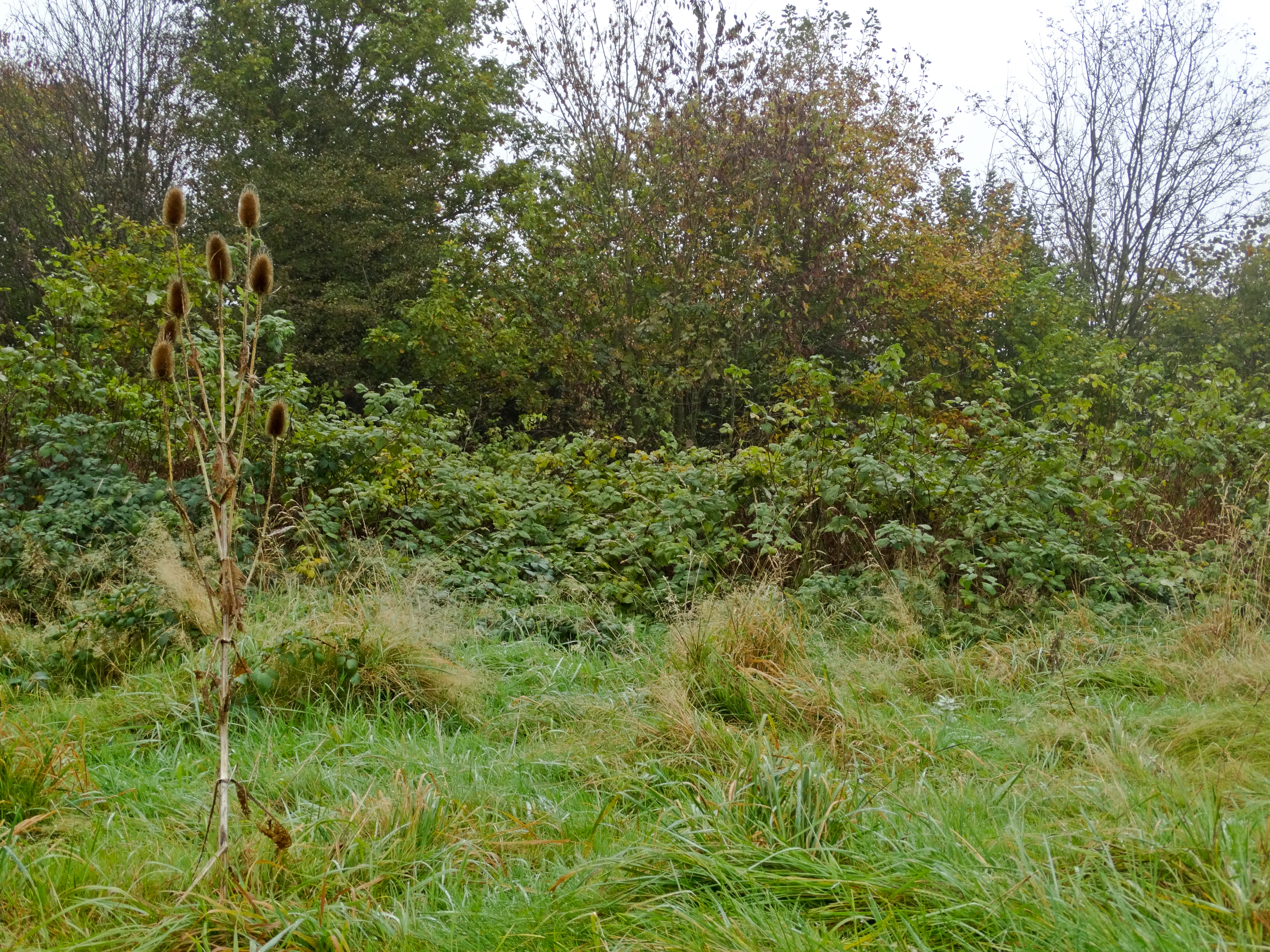
Natürliche Waldrandentwicklung durch Sukzession einer ungenutzten Wiese

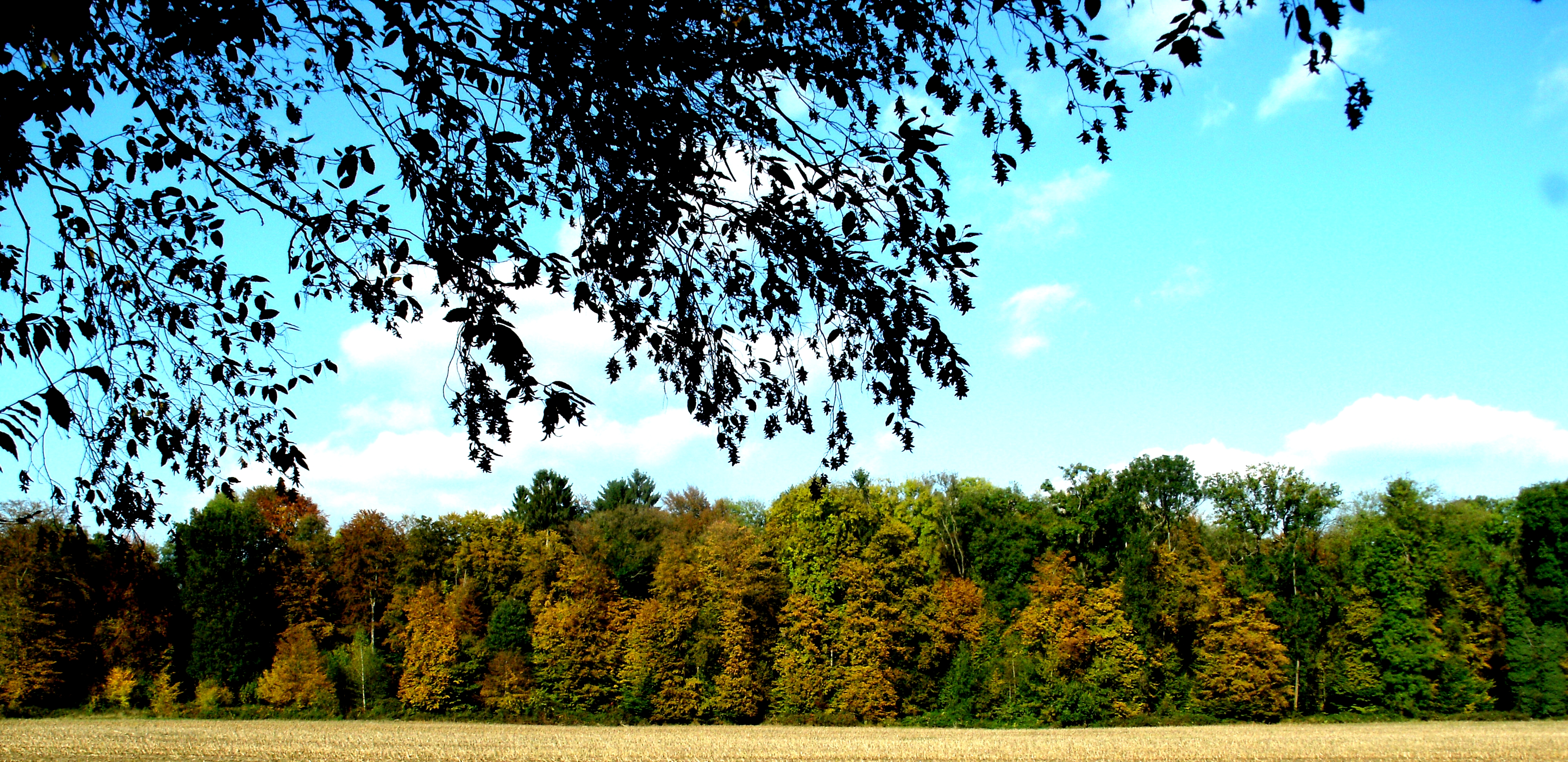
Herbstlicher Waldaußenrand hinter einer abgeernteten Ackerfläche

Am Waldrand – wie immer man ihn genau definiert – ändert sich nicht nur die Pflanzenwelt, sondern auch die Fauna und der Bodentyp. Viele Tierarten bevorzugen Waldränder eher als das Waldinnere, weil hier sowohl Schutzfunktion als auch Licht gegeben ist – siehe zum Beispiel Baumpieper und Heckenbraunelle. Am Waldrand finden sich oft andere Bäume als innen, auch Heckengewächse, Himbeere und niedrigwüchsige Pflanzen häufen sich. Je sanfter der Übergang von offener Landschaft hin zum Wald ist (zum Beispiel durch Jungholz oder Büsche), desto geringer ist die Gefahr, dass bei Sturm der Wind unter die Baumkronen fährt und die äußeren Baumreihen entwurzelt. Der Waldrandgestaltung und -pflege wird daher in der Forstwirtschaft im Zuge des Waldbaus hohe Bedeutung beigemessen.
Jäger nutzen den Waldrand zudem zur Beobachtung und Bejagung von Wild, insbesondere von Hochsitzen aus.
Ein idealer, ausgewachsener Waldrand gliedert sich von außen nach innen in Krautsaum, Strauchgürtel und Waldmantel – mit letzterem bezeichnet man Bäume mit flurseitig weit herunterreichender Krone.
Es gibt zwei verschiedene Waldrandtypen, welche beide den Waldschutz (Windschutz) in den Vordergrund stellen: Waldaußenrand (bei Übergängen von Äckern, Feldern, allgemein großen Freiflächen in den Wald) und den Waldinnenrand (bei Übergängen von kleinen Lichtungen, Wildäckern oder auch bei etwas breiteren Forststraßen).
Die Zusammensetzung der Lebewesen-Gemeinschaften kann in Kriminalfällen dabei helfen, das Waldinnere vom Äußeren und dem Rand zu unterscheiden.